# Phalène du fusain
Ligdia adustata
Pour les articles homonymes, voir Phalène.
Espèce
La Phalène du fusain (Ligdia adustata) est une espèce d'insectes lépidoptères (papillons) de la famille des Geometridae.

## Distribution
Europe entière et Proche-Orient.

## Biologie
Espèce bivoltine, les imagos volent en avril-mai puis en juillet-août.
Ce papillon est répandu dans divers milieux : friches arbustives, lisières, parcs, jardins.
Les chenilles vivent sur le fusain (Euonymus europaeus). L'hivernage se fait  sous forme de chrysalide.